# Huge-LQG
Huge-LQG (även kallad U1.27), som står för Huge Large Quasar Group, är en stor kvasargrupp som består av 73 kvasarer och sträcker sig över 4 miljarder ljusår. Strukturen upptäcktes i november 2012 av ett team som leddes av Dr. Roger G. Clowes vid Centrala Lancashires universitet, med hjälp av data från Sloan Digital Sky Survey.
Huge-LQG är den näst största struktur människan känner till inom observerbara universum, störst är galaxfilamentet Stora muren Herkules - Norra kronan som upptäcktes i november 2013.

### Fotnoter
1. ↑  Aron, Jacob. ”Largest structure challenges Einstein's smooth cosmos”. New Scientist. http://www.newscientist.com/article/dn23074-largest-structure-challenges-einsteins-smooth-cosmos.html. Läst 14 januari 2013.
2. ↑  ”Astronomers discover the largest structure in the universe”. Royal astronomical society. Arkiverad från originalet den 14 januari 2013. https://web.archive.org/web/20130114020821/http://www.ras.org.uk/news-and-press/224-news-2013/2212-astronomers-discover-the-largest-structure-in-the-universe. Läst 13 januari 2013.
3. ↑  Clowes, Roger (11 januari 2012). A structure in the early Universe at z ∼ 1.3 that exceeds the homogeneity scale of the R-W concordance cosmology. sid. 6256. doi:10.1093/mnras/sts497. http://mnras.oxfordjournals.org/content/early/2013/01/07/mnras.sts497.full. Läst 14 januari 2013.